# غذای بومیان استرالیا

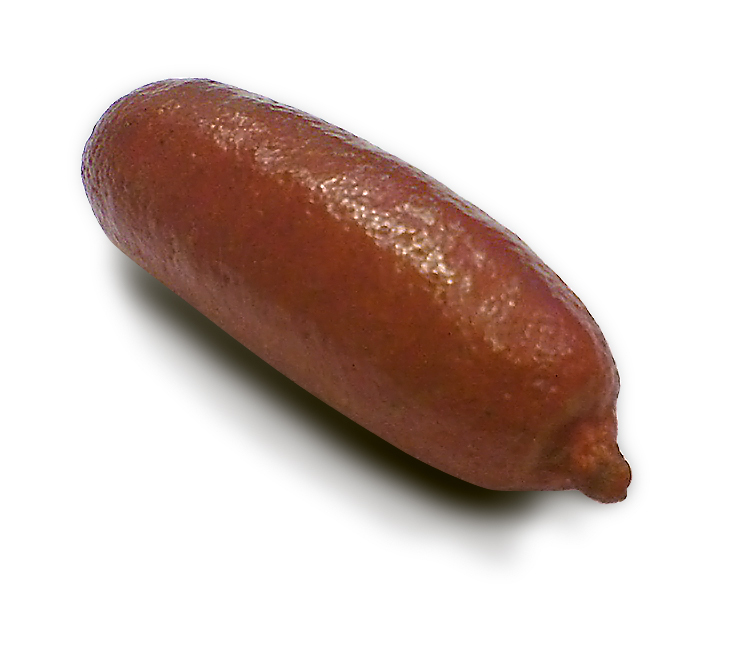
لیموترش انگشتی

غذای بومیان استرالیا (به انگلیسی: Bush tucker, bush food)، به هر غذای بومی استرالیا گفته می‌شود که در طول تاریخ توسط بومیان استرالیا، بومیان و جزیره‌نشینان تنگه تورس خورده می‌شود، اما همچنین می‌تواند هر گونه گیاهی، جانوری یا قارچی بومی را که برای اهداف آشپزی یا دارویی استفاده می‌شود، بدون توجه به قاره یا فرهنگ توصیف کند. غذاهای بومی جانوری عبارتند از کانگورو، شترمرغ استرالیایی، گراب جادوگر و تمساح و غذاهای گیاهی شامل میوه‌هایی مانند صندل برگ‌تیز، کوتجرا، ادویه‌جات مانند مرت لیمو و سبزیجاتی مانند سبزی جنگی و انواع سیب‌زمینی‌های بومی است.

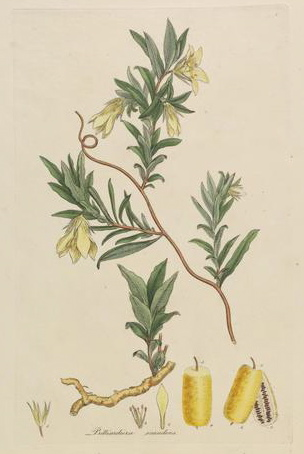
Billardiera scandens